# Festival international du film fantastique de Gérardmer
Le Festival international du film fantastique de Gérardmer est un festival international consacré au cinéma fantastique et d'horreur, qui se tient chaque année à Gérardmer, dans les Vosges en Lorraine pendant la dernière semaine de janvier.
Le festival propose toutes sortes de projections : courts et longs métrages, nuit consacrée à un film ou un auteur ou encore projection de vidéos.

## Historique
À partir de 1994, le festival de Gérardmer reprend le flambeau du Festival international du film fantastique d'Avoriaz, sous le nom de Fantastica jusqu'en 1995. Il prend ensuite le nom de Fantastic'Arts, mettant ainsi l'accent sur son ouverture à d'autres formes artistiques que le cinéma. Y sont en effet organisés des concours de dessins et de nouvelles fantastiques et institués des prix pour les décorations de vitrines. À partir de l'édition 2004, le festival prend le nom usuel de « Festival du film fantastique de Gérardmer » ou simplement de « Festival de Gérardmer ».
Chaque année quelques personnalités sont présentes pour constituer en partie le jury, mais aussi pour présenter leurs œuvres, comme Bernard Werber, qui vient chaque année au salon « littérature » situé au centre-ville sur la place du Tilleul.
Le festival est annuellement accompagné d'une émission de radio animée par Laurent Bylebyl (1971-2020).
Pour la première fois de son histoire, l'édition 2021 du festival a dû se dérouler en distanciel en raison de la crise du Covid-19.
La 30e édition se tient du 25 au 29 janvier 2023.

## Prix décernés
Six prix sont décernés :
- Le Prix du court métrage, décerné par le Jury courts métrages, composé de professionnels.
- Le Prix du jury Jeunes de la région Lorraine, décerné par un Jury-Jeunes composé de douze lycéens de la région Lorraine.
- Le Prix du public, attribué en fonction des votes des spectateurs à l'issue des séances.
- Le Prix de la critique, décerné par le Jury de la Critique composé de six journalistes.
- Le Prix du jury, décerné par le Jury longs métrages.
- Le Grand Prix, également décerné par le Jury longs métrages.

De plus, il n'est pas rare de voir les prix décernés par le jury longs métrages partagés à ex æquo entre deux films en compétition.
Plusieurs prix remis lors d'éditions précédentes ne sont plus décernés aujourd'hui : 
- Le Prix du jury Syfy, décerné par un jury de cinq spectateurs de la chaîne Syfy entre 2009 à 2019

- Le Prix du roman fantastique, décerné à un manuscrit inédit entre 1995 et  2005.

## Grand prix du festival
| Année | Titre du film                                                            | Réalisateur                              | Nationalité                                           |
| ----- | ------------------------------------------------------------------------ | ---------------------------------------- | ----------------------------------------------------- |
| 1994  | La Mariée aux cheveux blancs (白髮魔女傳, Bái fà mó nǚ zhuàn)            | Ronny Yu                                 | Hong Kong                                             |
| 1995  | Créatures célestes (Heavenly Creatures)                                  | Peter Jackson                            | Nouvelle-Zélande                                      |
| 1996  | Le Jour de la bête (El día de la bestia)                                 | Álex de la Iglesia                       | Espagne                                               |
| 1997  | Scream                                                                   | Wes Craven                               | États-Unis                                            |
| 1998  | Le Loup-garou de Paris (An American Werewolf in Paris)                   | Anthony Waller                           | États-Unis, Royaume-Uni, France, Luxembourg, Pays-Bas |
| 1999  | Cube                                                                     | Vincenzo Natali                          | Canada                                                |
| 2000  | Hypnose (Stir of Echoes)                                                 | David Koepp                              | États-Unis                                            |
| 2001  | Thomas est amoureux                                                      | Pierre-Paul Renders                      | Belgique, France                                      |
| 2002  | Fausto 5.0                                                               | Isidro Ortiz, Alex Ollé, Carlos Padrissa | Espagne                                               |
| 2003  | Dark Water (仄暗い水の底から, Honogurai mizu no soko kara)               | Hideo Nakata                             | Japon                                                 |
| 2004  | Deux sœurs (장화, 홍련, Janghwa, hongryeon)                              | Kim Jee-woon                             | Corée du Sud                                          |
| 2005  | Trouble                                                                  | Harry Cleven                             | France, Belgique                                      |
| 2006  | Isolation                                                                | Billy O'Brien                            | Royaume-Uni, Irlande, États-Unis                      |
| 2007  | Norway of Life (Den brysomme mannen)                                     | Jens Lien                                | Norvège                                               |
| 2008  | L'Orphelinat (El orfanato)                                               | Juan Antonio Bayona                      | Espagne, Mexique                                      |
| 2009  | Morse (Låt den rätte komma in)                                           | Tomas Alfredson                          | Suède                                                 |
| 2010  | The Door : La Porte du Passé (Die Tür)                                   | Anno Saul                                | Allemagne                                             |
| 2011  | Blood Island (김복남 살인사건의 전말, Kim Bok-nam salinsageonui jeonmal) | Jang Cheol-soo                           | Corée du Sud                                          |
| 2012  | Babycall                                                                 | Pål Sletaune                             | Norvège, Allemagne, Suède                             |
| 2013  | Mama                                                                     | Andrés Muschietti                        | Espagne, Canada                                       |
| 2014  | Miss Zombie                                                              | Sabu                                     | Japon                                                 |
| 2015  | It Follows                                                               | David Robert Mitchell                    | États-Unis                                            |
| 2016  | Bone Tomahawk                                                            | S. Craig Zahler                          | États-Unis                                            |
| 2017  | Grave                                                                    | Julia Ducournau                          | France, Belgique                                      |
| 2018  | Ghostland (Incident in a Ghostland)                                      | Pascal Laugier                           | Canada, France                                        |
| 2019  | Puppet Master: The Littlest Reich                                        | Sonny Laguna, Tommy Wiklund              | États-Unis, Royaume-Uni                               |
| 2020  | Saint Maud                                                               | Rose Glass                               | Royaume-Uni                                           |
| 2021  | Possessor                                                                | Brandon Cronenberg                       | Canada, Royaume-Uni                                   |
| 2022  | Egō                                                                      | Hanna Bergholm                           | Finlande, Suède                                       |
| 2023  | La Pietà                                                                 | Eduardo Casanova                         | Espagne, Argentine                                    |
| 2024  | Sleep                                                                    | Jason Yu                                 | Corée du Sud                                          |
| 2025  | In a Violent Nature                                                      | Chris Nash                               | Canada                                                |

## Prix spécial du jury
| Année | Titre                                                           | Réalisateur                             | Nationalité                            |
| ----- | --------------------------------------------------------------- | --------------------------------------- | -------------------------------------- |
| 1994  | L'Écureuil rouge (La ardilla roja)                              | Julio Medem                             | Espagne                                |
| 1995  | Dellamorte Dellamore                                            | Michele Soavi                           | Italie, France                         |
| 1996  | Témoin muet (Mute Witness)                                      | Anthony Waller                          | Allemagne, Royaume-Uni, Russie         |
| 1997  | Tuez-moi d'abord (Nur über meine Leiche)                        | Rainer Matsutani                        | Allemagne                              |
| 1998  | Bienvenue à Gattaca (Gattaca)                                   | Andrew Niccol                           | États-Unis                             |
| 1998  | Forever (Photographing Fairies)                                 | Nick Willing                            | Royaume-Uni                            |
| 1999  | La Sagesse des crocodiles (The Wisdom of Crocodiles)            | Po-Chih Leong                           | Royaume-Uni                            |
| 1999  | La Fiancée de Chucky (Bride of Chucky)                          | Ronny Yu                                | États-Unis                             |
| 2000  | La Secte sans nom (Los sin nombre)                              | Jaume Balagueró                         | Espagne                                |
| 2001  | Insomnies (Chasing Sleep)                                       | Michael Walker                          | États-Unis                             |
| 2002  | L'Échine du Diable (El espinazo del diablo)                     | Guillermo del Toro                      | Espagne, Mexique                       |
| 2003  | Maléfique                                                       | Éric Valette                            | France                                 |
| 2003  | Les Témoins (The Gathering)                                     | Brian Gilbert                           | Royaume-Uni                            |
| 2004  | La Mélodie du malheur (カタクリ家の幸福, Katakuri-ke no kōfuku) | Takashi Miike                           | Japon                                  |
| 2005  | Saw                                                             | James Wan                               | États-Unis                             |
| 2005  | Calvaire                                                        | Fabrice Du Welz                         | Belgique, France, Luxembourg           |
| 2006  | Fragile                                                         | Jaume Balagueró                         | Espagne                                |
| 2007  | Black Sheep                                                     | Jonathan King                           | Nouvelle-Zélande                       |
| 2007  | Fido                                                            | Andrew Currie                           | Canada                                 |
| 2008  | Rec                                                             | Jaume Balagueró, Paco Plaza             | Espagne                                |
| 2008  | Teeth                                                           | Mitchell Lichtenstein                   | États-Unis                             |
| 2009  | Grace                                                           | Paul Solet                              | États-Unis, Canada                     |
| 2010  | Moon                                                            | Duncan Jones                            | Royaume-Uni                            |
| 2011  | Ne nous jugez pas (Somos lo que hay)                            | Jorge Michel Grau                       | Mexique                                |
| 2011  | The Loved Ones                                                  | Sean Byrne                              | Australie                              |
| 2012  | Beast                                                           | Christoffer Boe                         | Danemark                               |
| 2012  | La Maison des ombres (The Awakening)                            | Nick Murphy                             | Royaume-Uni                            |
| 2013  | Berberian Sound Studio                                          | Peter Strickland                        | Royaume-Uni                            |
| 2013  | The End (Fin)                                                   | Jorge Torregrossa                       | Espagne                                |
| 2014  | Mister Babadook (The Babadook)                                  | Jennifer Kent                           | Australie                              |
| 2014  | Rigor Mortis (殭屍, Geung si)                                   | Juno Mak                                | Hong Kong                              |
| 2015  | The Voices                                                      | Marjane Satrapi                         | États-Unis, Allemagne                  |
| 2015  | Ex machina                                                      | Alex Garland                            | Royaume-Uni                            |
| 2016  | Évolution                                                       | Lucile Hadzihalilovic                   | France, Espagne, Belgique              |
| 2016  | JeruZalem                                                       | Doron Paz, Yoav Paz                     | États-Unis, Israël                     |
| 2017  | Under the Shadow                                                | Babak Anvari                            | Iran, Royaume-Uni, Qatar, Jordanie     |
| 2017  | On l'appelle Jeeg Robot (Lo chiamavano Jeeg Robot)              | Gabriele Mainetti                       | Italie                                 |
| 2018  | Les Bonnes Manières (As Boas Maneiras)                          | Marco Dutra, Juliana Rojas              | Brésil, France                         |
| 2018  | Les Affamés                                                     | Robin Aubert                            | Canada                                 |
| 2019  | The Unthinkable (Den blomstertid nu kommer)                     | Victor Danell / Crazy Pictures          | Suède                                  |
| 2019  | Aniara : L'Odyssée stellaire (Aniara)                           | Pella Kågerman                          | Suède, Danemark                        |
| 2020  | Inunaki, le village oublié (犬鳴村, Inunaki mura)               | Takashi Shimizu                         | Japon                                  |
| 2021  | Sleep (Schlaf)                                                  | Michael Venus                           | Allemagne                              |
| 2021  | Teddy                                                           | Ludovic Boukherma, Zoran Boukherma      | France                                 |
| 2022  | Abuela (La abuela)                                              | Paco Plaza                              | Espagne, France                        |
| 2022  | Samhain (You Are Not My Mother)                                 | Kate Dolan                              | Irlande                                |
| 2023  | La Montagne                                                     | Thomas Salvador                         | France                                 |
| 2023  | Piaffe                                                          | Ann Oren                                | Allemagne                              |
| 2024  | Amelia's Children                                               | Gabriel Abrantes                        | Portugal                               |
| 2024  | En attendant la nuit                                            | Céline Rouzet                           | France                                 |
| 2025  | Exhuma                                                          | Jang Jae-hyeon                          | Corée du Sud                           |
| 2025  | Rumours                                                         | Guy Maddin, Evan Johnson, Galen Johnson | Canada, Allemagne, Hongrie, États-Unis |

## Prix du public
| Année | Titre du film                                                           | Réalisateur                 | Nationalité                                             |
| ----- | ----------------------------------------------------------------------- | --------------------------- | ------------------------------------------------------- |
| 2003  | 2009: Lost Memories                                                     | Lee Si-myung                | Corée du Sud                                            |
| 2006  | Fragile                                                                 | Jaume Balagueró             | Espagne                                                 |
| 2007  | Black Sheep                                                             | Jonathan King               | Nouvelle-Zélande                                        |
| 2008  | Rec                                                                     | Jaume Balagueró, Paco Plaza | Espagne                                                 |
| 2009  | The Midnight Meat Train                                                 | Ryūhei Kitamura             | États-Unis                                              |
| 2010  | 5150, rue des Ormes                                                     | Éric Tessier                | Canada                                                  |
| 2011  | J'ai rencontré le Diable (악마를 보았다, Akmareul boatda)               | Kim Jee-woon                | Corée du Sud                                            |
| 2012  | Eva                                                                     | Kike Maíllo                 | Espagne, France                                         |
| 2013  | Mama                                                                    | Andrés Muschietti           | Espagne, Canada                                         |
| 2014  | Mister Babadook (The Babadook)                                          | Jennifer Kent               | Australie                                               |
| 2015  | The Voices                                                              | Marjane Satrapi             | États-Unis, Allemagne                                   |
| 2016  | The Devil's Candy                                                       | Sean Byrne                  | États-Unis                                              |
| 2017  | The Last Girl : Celle qui a tous les dons (The Girl with All the Gifts) | Colm McCarthy               | Royaume-Uni                                             |
| 2018  | Ghostland (Incident in a Ghostland)                                     | Pascal Laugier              | Canada, France                                          |
| 2019  | Puppet Master: The Littlest Reich                                       | Sonny Laguna, Tommy Wiklund | États-Unis, Royaume-Uni                                 |
| 2020  | 1BR                                                                     | David Marmor                | États-Unis                                              |
| 2021  | La Nuée                                                                 | Just Philippot              | France                                                  |
| 2022  | The Innocents (De uskyldige)                                            | Eskil Vogt                  | Norvège, Suède, Danemark, Finlande, France, Royaume-Uni |
| 2023  | La Pietà                                                                | Eduardo Casanova            | Espagne, Argentine                                      |
| 2024  | When Evil Lurks                                                         | Demián Rugna                | Argentine                                               |
| 2025  | Oddity (en)                                                             | Damian Mc Carthy (en)       | Irlande, États-Unis                                     |

## Prix de la Critique
| Année | Titre du film                                                                                           | Réalisateur                                                | Nationalité                                             |
| ----- | --- | ---------------------------------------------------------- | ------------------------------------------------------- |
| 1994  | L'Écureuil rouge (La ardilla roja)                                                                      | Julio Medem                                                | Espagne                                                 |
| 1995  | Accumulator 1 (Akumulátor 1)                                                                            | Jan Svěrák                                                 | Tchéquie                                                |
| 1996  | Le Secret de Roan Inish (The Secret of Roan Inish)                                                      | John Sayles                                                | États-Unis, Irlande                                     |
| 1997  | Tuez-moi d'abord (Nur über meine Leiche)                                                                | Rainer Matsutani                                           | Allemagne                                               |
| 1998  | Forever (Photographing Fairies)                                                                         | Nick Willing                                               | Royaume-Uni                                             |
| 1999  | Cube | Vincenzo Natali                                            | Canada                                                  |
| 2000  | La Secte sans nom (Los sin nombre)                                                                      | Jaume Balagueró                                            | Espagne                                                 |
| 2001  | Tales of the Unusual (世にも奇妙な物語 映画の特別編, Yonimo kimyō na monogatari: Eiga no tokubetsu hen) | Mamoru Hosi, Masayuki Ochiai, Hisao Ogura, Masayuki Suzuki | Japon                                                   |
| 2002  | L'Échine du Diable (El espinazo del diablo)                                                             | Guillermo del Toro                                         | Espagne, Mexique                                        |
| 2003  | Dark Water (仄暗い水の底から, Honogurai mizu no soko kara)                                              | Hideo Nakata                                               | Japon                                                   |
| 2004  | Love Object                                                                                             | Robert Parigi                                              | États-Unis                                              |
| 2005  | Calvaire                                                                                                | Fabrice Du Welz                                            | Belgique, France, Luxembourg                            |
| 2006  | Isolation                                                                                               | Billy O'Brien                                              | Royaume-Uni, Irlande, États-Unis                        |
| 2007  | Norway of Life (Den brysomme mannen)                                                                    | Jens Lien                                                  | Norvège                                                 |
| 2008  | Chronique des morts-vivants (Diary of the Dead)                                                         | George A. Romero                                           | États-Unis                                              |
| 2009  | Morse (Låt den rätte komma in)                                                                          | Tomas Alfredson                                            | Suède                                                   |
| 2010  | Moon | Duncan Jones                                               | Royaume-Uni                                             |
| 2011  | J'ai rencontré le Diable (악마를 보았다, Akmareul boatda)                                               | Kim Jee-woon                                               | Corée du Sud                                            |
| 2012  | Babycall                                                                                                | Pål Sletaune                                               | Norvège, Allemagne, Suède                               |
| 2013  | Berberian Sound Studio                                                                                  | Peter Strickland                                           | Royaume-Uni                                             |
| 2014  | Mister Babadook (The Babadook)                                                                          | Jennifer Kent                                              | Australie                                               |
| 2015  | It Follows                                                                                              | David Robert Mitchell                                      | États-Unis                                              |
| 2016  | Évolution                                                                                               | Lucile Hadzihalilovic                                      | France, Espagne, Belgique                               |
| 2017  | Grave                                                                                                   | Julia Ducournau                                            | France, Belgique                                        |
| 2018  | Les Bonnes Manières (As Boas Maneiras)                                                                  | Marco Dutra, Juliana Rojas                                 | Brésil, France                                          |
| 2019  | The Unthinkable (Den blomstertid nu kommer)                                                             | Victor Danell / Crazy Pictures                             | Suède                                                   |
| 2020  | Pas de prix décerné                                                                                     | -                                                          | -                                                       |
| 2021  | La Nuée                                                                                                 | Just Philippot                                             | France                                                  |
| 2022  | The Innocents (De uskyldige)                                                                            | Eskil Vogt                                                 | Norvège, Suède, Danemark, Finlande, France, Royaume-Uni |
| 2023  | La Montagne                                                                                             | Thomas Salvador                                            | France                                                  |
| 2024  | When Evil Lurks                                                                                         | Demián Rugna                                               | Argentine                                               |
| 2025  | Les Maudites (The Wailing)                                                                              | Pedro Martín-Calero                                        | Espagne, Argentine, France                              |

## Prix du Jury Jeunes
| Année | Titre                                                      | Réalisateur                          | Nationalité              |
| ----- | ---------------------------------------------------------- | ------------------------------------ | ------------------------ |
| 2000  | La Secte sans nom (Los sin nombres)                        | Jaume Balagueró                      | Espagne                  |
| 2001  | Thomas est amoureux                                        | Pierre-Paul Renders                  | France, Belgique         |
| 2002  | L'Échine du Diable (El espinazo del diablo)                | Guillermo del Toro                   | Espagne                  |
| 2003  | Dark Water (仄暗い水の底から, Honogurai mizu no soko kara) | Hideo Nakata                         | Japon                    |
| 2004  | Deux Sœurs (장화, 홍련, Janghwa, hongryeon)                | Kim Jee-woon                         | Corée du Sud             |
| 2005  | Saw                                                        | James Wan                            | États-Unis               |
| 2006  | Fragile (Frágiles)                                         | Jaume Balagueró                      | Espagne                  |
| 2007  | Norway of Life (Den brysomme mannen)                       | Jens Lien                            | Norvège                  |
| 2008  | ●REC                                                       | Paco Plaza et Jaume Balagueró        | Espagne                  |
| 2009  | Sauna                                                      | Anti-Jussi Annila                    | Finlande                 |
| 2010  | 5150, Rue des Ormes (5150 Elm's Way )                      | Éric Tessier                         | Canada                   |
| 2011  | J'ai rencontré le Diable (악마를 보았다, Akmareul boatda)  | Kim Jee-woon                         | Corée du Sud             |
| 2012  | La Maison des ombres                                       | Nick Murphy                          | Royaume-Uni              |
| 2013  | Mama                                                       | Andrés Muschietti                    | Espagne Canada           |
| 2014  | Mister Babadook                                            | Jennifer Kent                        | Australie                |
| 2015  | Goodnight Mommy (Ich seh, Ich seh)                         | Severin Fiala et Veronika Franz      | Autriche                 |
| 2016  | The Devil's Candy                                          | Sean Byrne                           | États-Unis               |
| 2017  | The Jane Doe Identity                                      | André Øvredal                        | Royaume-Uni États-Unis   |
| 2018  | Mutafukaz                                                  | Shôjirô Nishimi et Guillaume Renard  | France Japon             |
| 2019  | The Unthinkable (Den blomstertid nu kommer)                | Crazy Pictures                       | Suède                    |
| 2020  | Saint Maud                                                 | Rose Glass                           | Royaume-Uni              |
| 2021  | Teddy                                                      | Ludovic Boukherma et Zoran Boukherma | Royaume-Uni              |
| 2022  | Egō (Pahanhautoja )                                        | Hanna Bergholm                       | Finlande Suède           |
| 2023  | La Pietà (La piedad)                                       | Eduardo Casanova                     | Espagne Argentine        |
| 2024  | The Seeding                                                | Barnaby Clay                         | Espagne Argentine        |
| 2025  | The Wailing (El llanto)                                    | Pedro Martin-Calero                  | Espagne Argentine France |

## Prix du court métrage
| Année | Titre du court métrage         | Auteur                        | Nationalité               |
| ----- | ------------------------------ | ----------------------------- | ------------------------- |
| 2005  | Organik                        | David Morley                  | France                    |
| 2006  | Le Baiser                      | Stéphane le Lay               | France                    |
| 2007  | Echo                           | Yann Gozlan                   | France                    |
| 2008  | Dans leur peau                 | Arnaud Malherbe               | France                    |
| 2009  | Dix                            | Bif                           | France                    |
| 2010  | La Morsure                     | Joyce A. Nashawati            | France                    |
| 2011  | Le Miroir                      | Sébastien Rossignol           | France                    |
| 2012  | Le Cri                         | Raphaël Mathié                | France                    |
| 2013  | Mort d'une ombre               | Tom van Avermaet              | Belgique, France          |
| 2014  | The Voice Thief                | Adan Jodorowsky               | France, Chili, États-Unis |
| 2015  | Habana                         | Edouard Salier                | France                    |
| 2016  | Quenottes                      | Pascal Thiebaux, Gil Pinheiro | France                    |
| 2017  | Limbo                          | Konstantina Kotzamani         | France, Grèce             |
| 2018  | Et le diable rit avec moi      | Rémy Barbe                    | France                    |
| 2019  | Diversion                      | Mathieu Mégemont              | France                    |
| 2020  | Dibbuk                         | Dayan D. Oualid               | France                    |
| 2021  | T'es morte Hélène              | Michiel Blanchart             | France                    |
| 2022  | Charge mentale                 | Benjamin Malherbe             | France                    |
| 2023  | Il y a beaucoup de lumière ici | Gonzague Legout               | France                    |
| 2024  | Transylvanie                   | Rodrigue Huart                | France                    |
| 2025  | Les Liens du sang              | Hakim Atoui                   | France, Belgique          |

## Prix du roman fantastique
| Année | Titre du livre                   | Auteur            | Nationalité |
| ----- | -------------------------------- | ----------------- | ----------- |
| 1995  | Le Chien qui rit                 | Anne Dugüel       | Belgique    |
| 1996  | La Mécanique des ombres          | Benjamin Legrand  | France      |
| 1997  | La Qualité du silence            | Max Dorra         | France      |
| 1998  | Les Mères noires                 | Pascal Françaix   | France      |
| 1999  | La Maison Usher ne chutera pas   | Pierre Stolze     | France      |
| 2000  | Les Mémoires de l'homme-éléphant | Xavier Mauméjean  | France      |
| 2001  | Le Templier                      | François Angelier | France      |
| 2002  | Wonderlandz                      | Jean-Luc Bizien   | France      |
| 2003  | Le Cinquième Règne               | Maxime Chattam    | France      |
| 2004  | Immortalis                       | Elias Jabre       | France      |
| 2005  | Le Mort-Homme                    | Denis Bretin      | France      |